# Conny Wessmann

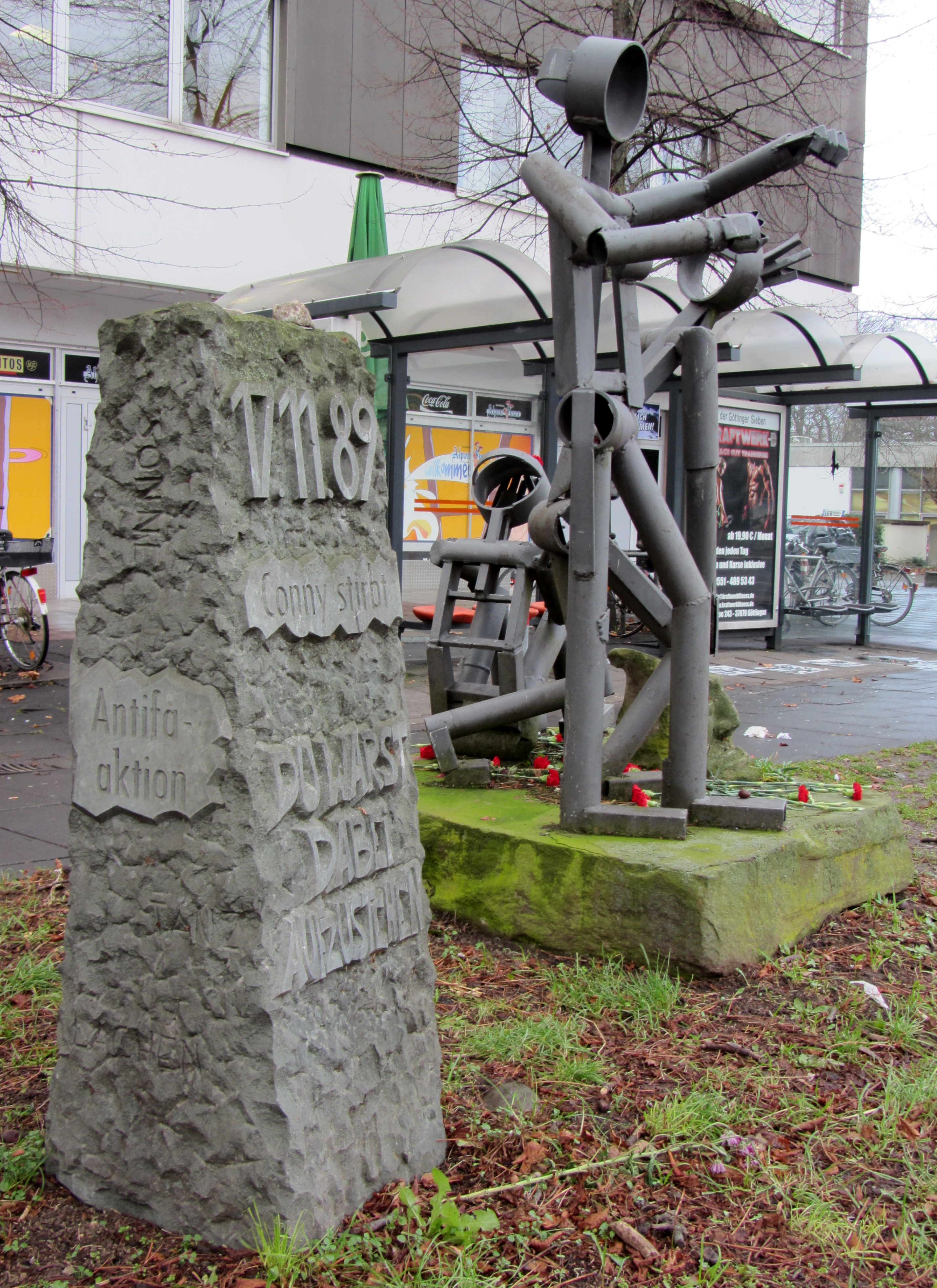
Gedenkstein und Skulptur für Conny Wessmann in der Weender Landstraße in Göttingen (2014)

Kornelia „Conny“ Wessmann (* 9. März 1965 in Lingen (Ems); † 17. November 1989 in Göttingen) war eine deutsche Studentin, die sich gegen Rechtsextremismus engagierte. Im Alter von 24 Jahren kam sie in Göttingen am Rande eines Polizeieinsatzes bei einem Verkehrsunfall ums Leben.

## Tod
Am 17. November 1989 randalierten Angehörige der rechtsextremen Skinheadszene in der Göttinger Burgstraße. Daraufhin traten Gruppen unterschiedlicher Zusammensetzung, darunter auch Angehörige der autonomen Szene, ihnen entgegen; auch die aus Lingen (Ems) stammende Conny Wessmann gehörte zu einer dieser Gruppen.
Die autonome Szene in der Stadt mobilisierte über Telefonketten Unterstützung. Die Antifa-Gruppe, zu der Conny Wessmann gehörte, hatte die Neonazis, die von der Polizei zu einer Bushaltestelle begleitet und der Stadt verwiesen worden waren, nicht mehr angetroffen, wurde aber ihrerseits von der Polizei observiert und durch die Stadt verfolgt. In einer Stichstraße hinter dem Iduna-Zentrum an der Weender Landstraße wollte die Gruppe sich angeblich auflösen, um getrennt nach Hause zu gehen, wurde dort aber von einem Zivilstreifenwagen erwartet. Wessmann floh auf die stark befahrene Weender Landstraße, wo sie von einem Auto erfasst wurde und starb.
Die Autonomen machen seither die Polizei für Wessmanns Tod verantwortlich, da sie durch ihre Aktion in dem engen Durchgang die Studentin auf die Straße getrieben habe. Viele von ihnen verstehen ihren Tod sogar als politischen Mord durch den Staat. In einem von Linken aufgenommenen und später öffentlich dokumentierten Funkgespräch hatten Polizeibeamte sich dazu verabredet, die Gruppe, der Conny Wessmann angehörte, so wörtlich, „plattzumachen“. In einem Interview des NDR-Fernsehens erklärte der damalige leitende Göttinger Staatsanwalt Jabel später, „plattmachen“ sei Polizeijargon für eine Personalienfeststellung, bei der Verdächtige gezwungen würden, sich flach auf den Boden zu legen.
Ein Ermittlungsverfahren der Göttinger Staatsanwaltschaft gegen die beteiligten Polizisten wurde 1990 eingestellt: Es sei weder ein Verschulden von Polizeibeamten noch auf Seiten des Autofahrers nachzuweisen. Mitglieder der autonomen Szene bestritten solche Untersuchungsergebnisse. Weil die an der Auseinandersetzung beteiligten Antifa-Angehörigen ihre Anonymität nicht preisgeben wollten, wurden nur Zeugenaussagen von Polizeibeamten aufgenommen.
Wessmanns Tod wurde in linksradikalen Kreisen mit den Todesfällen von Olaf Ritzmann, Klaus-Jürgen Rattay und Günter Sare in eine Reihe gestellt, sämtlich Demonstranten, die in den 1980er Jahren im Zusammenhang mit Polizeieinsätzen ums Leben gekommen waren.

## Gedenken

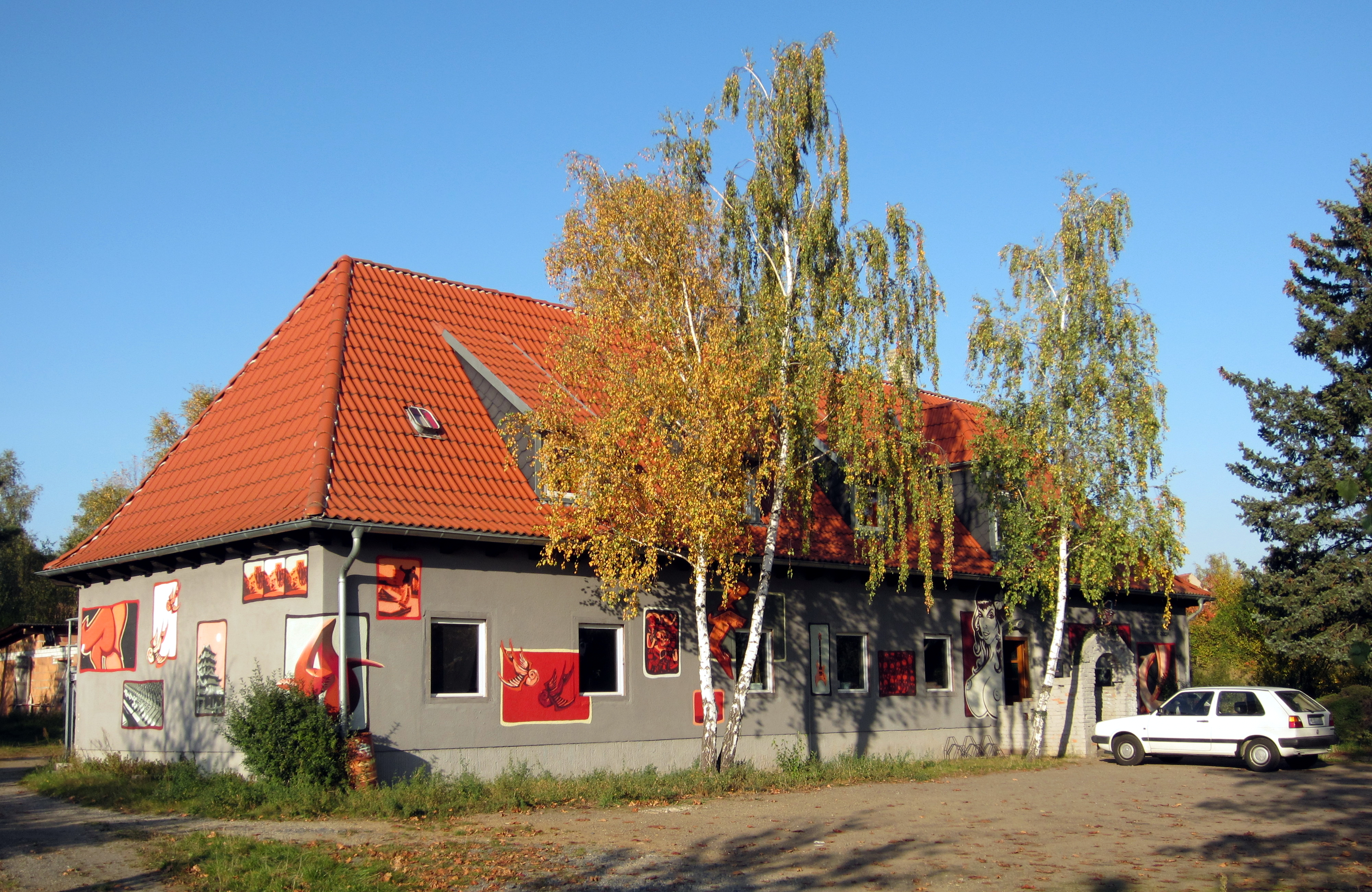
Conny-Wessmann-Haus des Vereins zur Förderung alternativer Jugendarbeit im sächsischen Großenhain (2012)

Am 25. November 1989 demonstrierten 16.000 Menschen, darunter 2.500 Autonome, fast fünf Stunden lang in Göttingen. Nach der Demonstration kam es zu Straßenschlachten vor dem Jugendzentrum Innenstadt.
Fanden anfänglich monatliche Gedenkveranstaltungen für Conny Wessmann statt, so finden seit Mitte der 1990er Jahre überwiegend jährliche Demonstrationen an ihrem Todestag mit stark schwankenden Teilnehmerzahlen statt, bei denen es in der Vergangenheit auch zu gewaltsamen Auseinandersetzungen zwischen autonomen Gruppen und der Polizei kam.
Von 1996 bis 2017 betrieb ein Verein im sächsischen Großenhain in einem ehemaligen Hitlerjugend-Heim ein alternatives Jugendzentrum unter dem Namen Conny-Wessmann-Haus. Nach der Auflösung des Vereins wurde das Gebäude 2019 abgerissen.
Der Dramatiker Lutz Hübner verarbeitete Wessmanns Tod sowie dessen Konsequenzen im Stück Ausnahmezustand, das 2001 am Deutschen Theater Göttingen uraufgeführt wurde.
Auf Höhe der Stelle, an der Wessmann ums Leben kam, steht seit 1990 ein Denkmal.